# Adam Federici
Adam Federici, född 31 januari 1985, är en australisk före detta fotbollsmålvakt.

## Karriär
Den 31 augusti 2017 lånades Federici ut till Nottingham Forest på ett låneavtal fram till i januari 2018. Kort därefter blev Federici knäskadad och återvände till Bournemouth.
Den 3 juli 2018 värvades Federici av Stoke City, där han skrev på ett tvåårskontrakt. I juli 2020 värvades Federici av Macarthur FC, där han skrev på ett tvåårskontrakt. Den 23 oktober 2021 meddelade Federici att han avslutade sin fotbollskarriär.